# 動画工房
株式会社動画工房（どうがこうぼう、英: Doga Kobo inc.）は、日本のアニメ制作会社。株式会社KADOKAWAの完全子会社。

## 沿革
1973年7月11日に設立。当初は有限会社だった。戦前から活躍した漫画家兼アニメーターの古沢日出夫とともに、初代社長はアニメーター兼演出家の石黒育が務めた。古沢は戦前からのベテランアニメーターで、東映動画がテレビアニメを開始するときに独立し、自ら設立した日動新プロやFプロなどのプロダクションで活動していた。1980年代には『風の谷のナウシカ』の作画を、1990年代には『ポケットモンスター』の作画を担当した。2000年代以降は他社の下請けだけでなく、自社オリジナル作品も制作している。
2006年7月11日、株式会社に登記を変更すると、TYOが発行済み株式の70%を取得し、ハルフィルムメーカーやゆめ太カンパニーとともに同社のグループ傘下に入った。同年には石黒竜が代表取締役に就任している。
2009年4月23日、経営方針への意見の食い違いを理由として、TYOが保有する動画工房の全株式を代表取締役の石黒竜に譲渡し、TYOグループから離脱した。
2017年1月、マーチエキュート神田万世橋イベントスペース佇マイにて、アニメ制作会社feel.と合同で原画展を開催した。
2020年4月、アニメーターの待遇改善を目的にアニメーターの所属する作画部を株式会社動画工房作画部として分社化。
2020年4月末から6月まで、当時放送中だった『放課後ていぼう日誌』が新型コロナウイルス感染拡大の影響で制作休止・放送の中断を余儀なくされため、代替番組として同社が関わった作品の1話を集めた「動画工房 春のアニメまつり」がTOKYO MXなどで放送された。
2022年4月8日には社内での新型コロナウイルス感染拡大のため同年4月6日から4月17日まで会社を封鎖した。これにより、『可愛いだけじゃない式守さん』の放送終了が7月に繰り下がった他、同年7月より放送予定であった『テクノロイド オーバーマインド』の放送開始が半年遅れの2023年1月に変更となった。なお、『RPG不動産』と『ちいかわ』の制作および放送に大きな影響は見られなかった。
2024年7月11日付で、KADOKAWAの子会社となることに合意。なお、買収額に関しては非公開。合意に関して、代表取締役の石黒竜は「KADOKAWAも共に作品を制作してきた会社で、良き理解者であってくれました。動画工房が今まで以上に意欲的に作品作りを続けられる環境を整え、今後もより良い作品を世に出せるよう頑張ります」と語っている。
2024年、老舗撮影スタジオである三晃プロダクションの解散に伴い、『ちいかわ』を担当していたスタッフを中心に数名が撮影部に移籍している。

## 作品履歴

### テレビアニメ
| 開始年 | 放送期間         | タイトル                                                 | 監督       | シリーズ構成   | アニメーション プロデューサー | 原作             | 共同制作 |
| ------ | ---------------- | -------------------------------------------------------- | ---------- | -------------- | ----------------------------- | ---------------- | -------- |
| 2007年 | 10月 - 12月      | Myself ; Yourself                                        | QZo        | 雑破業         | 石黒竜 鎌田肇                 | ゲーム           | N/A      |
| 2008年 | 7月 - 9月        | 薬師寺涼子の怪奇事件簿                                   | 岩崎太郎   | 川崎ヒロユキ   | 福土多鶴子 石黒竜             | 小説             | N/A      |
| 2008年 | 7月 - 9月        | 恋姫†無双                                                | 中西伸彰   | 雑破業         | 鎌田肇 石黒竜                 | ゲーム           | N/A      |
| 2009年 | 10月 - 12月      | 真・恋姫†無双                                            | 中西伸彰   | 雑破業         | 鎌田肇 石黒竜                 | ゲーム           | N/A      |
| 2009年 | 10月 - 12月      | 11eyes                                                   | 下田正美   | 金巻兼一       | 鎌田肇 石黒竜                 | ゲーム           | N/A      |
| 2010年 | 4月 - 6月        | 真・恋姫†無双 〜乙女大乱〜                               | 中西伸彰   | 雑破業         | 鎌田肇 石黒竜                 | ゲーム           | N/A      |
| 2011年 | 4月 - 6月        | 星空へ架かる橋                                           | 三原武憲   | 雑破業         | 鎌田肇 石黒竜                 | ゲーム           | N/A      |
| 2011年 | 7月 - 9月        | ゆるゆり                                                 | 太田雅彦   | あおしまたかし | 福土多鶴子                    | 漫画             | N/A      |
| 2012年 | 7月 - 9月        | ゆるゆり♪♪                                               | 太田雅彦   | あおしまたかし | 鎌田肇                        | 漫画             | N/A      |
| 2012年 | 7月 - 9月        | 夏雪ランデブー                                           | 松尾衡     | 松尾衡         | 鎌田肇                        | 漫画             | N/A      |
| 2013年 | 1月 - 3月        | まんがーる!                                              | 中西伸彰   | 吉田玲子       | 鎌田肇                        | 漫画             | N/A      |
| 2013年 | 1月 - 3月        | GJ部                                                     | 藤原佳幸   | 子安秀明       | 鎌田肇                        | 小説             | N/A      |
| 2013年 | 4月 - 9月        | 銀河機攻隊 マジェスティックプリンス                      | 元永慶太郎 | 吉田玲子       | 中村陽介                      | オリジナル       | オレンジ |
| 2013年 | 7月 - 9月        | 恋愛ラボ                                                 | 太田雅彦   | あおしまたかし | 鎌田肇                        | 漫画             | N/A      |
| 2013年 | 7月 - 9月        | 魔界王子 devils and realist                              | 今千秋     | 横手美智子     | 安里佳也                      | 漫画             | N/A      |
| 2013年 | 7月 - 12月       | ラブリームービー いとしのムーコ                          | 三原武憲   | N/A            | 鎌田肇                        | 漫画             | N/A      |
| 2014年 | 1月 - 3月        | 未確認で進行形                                           | 藤原佳幸   | 志茂文彦       | 鎌田肇                        | 漫画             | N/A      |
| 2014年 | 4月 - 10月       | ラブリームービー いとしのムーコ Season2                  | 三原武憲   | N/A            | 鎌田肇                        | 漫画             | N/A      |
| 2014年 | 5月6日           | GJ部@                                                    | 藤原佳幸   | 子安秀明       | 鎌田肇                        | 小説             | N/A      |
| 2014年 | 7月 - 9月        | 月刊少女野崎くん                                         | 山﨑みつえ | 中村能子       | 中村陽介                      | 漫画             | N/A      |
| 2014年 | 10月 - 12月      | 曇天に笑う                                               | 原口浩     | 高橋悠也       | 中村陽介                      | 漫画             | N/A      |
| 2015年 | 4月 - 6月        | プラスティック・メモリーズ                               | 藤原佳幸   | 林直孝         | 鎌田肇                        | オリジナル       | N/A      |
| 2015年 | 4月 - 6月        | ミカグラ学園組曲                                         | 岩崎太郎   | 横谷昌宏       | 中村陽介                      | 小説             | N/A      |
| 2015年 | 6月 - 7月        | ガンバレー部NEXT!                                        | 三原武憲   | 関根聡子       | 鎌田肇 平松岳史               | オリジナル       | N/A      |
| 2015年 | 7月 - 9月        | 干物妹!うまるちゃん                                      | 太田雅彦   | あおしまたかし | 鎌田肇 中村陽介               | 漫画             | N/A      |
| 2015年 | 10月 - 12月      | 緋弾のアリアAA                                           | 川畑喬     | 白根秀樹       | 中村陽介                      | 小説             | N/A      |
| 2016年 | 1月 - 3月        | ラクエンロジック                                         | 千明孝一   | 高橋悠也       | 本橋研一                      | オリジナル       | N/A      |
| 2016年 | 4月 - 6月        | 三者三葉                                                 | 木村泰大   | 子安秀明       | 梅原翔太                      | 漫画             | N/A      |
| 2016年 | 7月 - 9月        | NEW GAME!                                                | 藤原佳幸   | 志茂文彦       | 鎌田肇                        | 漫画             | N/A      |
| 2016年 | 10月 - 12月      | 刀剣乱舞-花丸-                                           | 直谷たかし | ピエール杉浦   | 中村陽介                      | ゲーム           | N/A      |
| 2016年 | 10月 - 2017年1月 | PJベリーのもぐもぐむにゃむにゃ                           | N/A        | N/A            | N/A                           | ゲーム           | N/A      |
| 2017年 | 1月 - 3月        | ガヴリールドロップアウト                                 | 太田雅彦   | あおしまたかし | 本橋研一                      | 漫画             | N/A      |
| 2017年 | 7月 - 9月        | ひなろじ〜from Luck & Logic〜                            | 赤城博昭   | 菅原雪絵       | 本橋研一                      | オリジナル       | N/A      |
| 2017年 | 7月 - 9月        | NEW GAME!!                                               | 藤原佳幸   | 志茂文彦       | 鎌田肇                        | 漫画             | N/A      |
| 2017年 | 10月 - 12月      | 干物妹!うまるちゃんR                                     | 太田雅彦   | あおしまたかし | 鎌田肇                        | 漫画             | N/A      |
| 2018年 | 1月 - 3月        | 続 刀剣乱舞-花丸-                                        | 越田知明   | ライトワークス | 鎌田肇                        | ゲーム           | N/A      |
| 2018年 | 4月 - 6月        | 多田くんは恋をしない                                     | 山﨑みつえ | 中村能子       | 鎌田肇                        | オリジナル       | N/A      |
| 2018年 | 10月 - 12月      | うちのメイドがウザすぎる!                                | 太田雅彦   | あおしまたかし | 鎌田肇 齊藤真吾               | 漫画             | N/A      |
| 2018年 | 10月 - 12月      | アニマエール!                                            | 佐藤雅子   | 志茂文彦       | 鎌田肇                        | 漫画             | N/A      |
| 2019年 | 1月 - 3月        | 私に天使が舞い降りた!                                    | 平牧大輔   | 山田由香       | 鎌田肇                        | 漫画             | N/A      |
| 2019年 | 4月 - 6月        | 世話やきキツネの仙狐さん                                 | 越田知明   | 中村能子       | 鎌田肇 関根大起               | 漫画             | N/A      |
| 2019年 | 7月 - 9月        | ダンベル何キロ持てる?                                    | 山﨑みつえ | 志茂文彦       | 鎌田肇 齊藤真吾               | 漫画             | N/A      |
| 2020年 | 1月 - 3月        | 恋する小惑星                                             | 平牧大輔   | 山田由香       | 小林涼                        | 漫画             | N/A      |
| 2020年 | 4月 - 6月        | イエスタデイをうたって                                   | 藤原佳幸   | 藤原佳幸       | 内海洋 鎌田肇                 | 漫画             | N/A      |
| 2020年 | 4月 - 9月        | 放課後ていぼう日誌                                       | 大隈孝晴   | 志茂文彦       | 関根大起                      | 漫画             | N/A      |
| 2020年 | 10月 - 12月      | 魔王城でおやすみ                                         | 山﨑みつえ | 中村能子       | 齊藤真吾                      | 漫画             | N/A      |
| 2020年 | 10月 - 12月      | 池袋ウエストゲートパーク                                 | 越田知明   | 志茂文彦       | 齊藤真吾 小林涼               | 小説             | N/A      |
| 2021年 | 4月 - 6月        | 幼なじみが絶対に負けないラブコメ                         | 直谷たかし | 冨田頼子       | 関根大起                      | 小説             | N/A      |
| 2021年 | 10月 - 12月      | SELECTION PROJECT                                        | 平牧大輔   | 高橋悠也       | 小林涼                        | オリジナル       | N/A      |
| 2021年 | 10月 - 12月      | 先輩がうざい後輩の話                                     | 伊藤良太   | 成田良美       | 小林涼 齊藤真吾               | 漫画             | N/A      |
| 2022年 | 4月 - 6月        | RPG不動産                                                | 越田知明   | 中村能子       | 中村陽介                      | 漫画             | N/A      |
| 2022年 | 4月 -            | ちいかわ                                                 | 三原武憲   | N/A            | 若林さおり 鎌田肇             | 漫画             | N/A      |
| 2022年 | 4月 - 7月        | 可愛いだけじゃない式守さん                               | 伊藤良太   | 成田良美       | 小林涼 齊藤真吾               | 漫画             | N/A      |
| 2023年 | 1月 - 3月        | テクノロイド オーバーマインド                            | イムガヒ   | 関根アユミ     | 鎌田肇 齊藤真吾               | メディアミックス | N/A      |
| 2023年 | 4月 - 6月        | 【推しの子】（第1期）                                    | 平牧大輔   | 田中仁         | 小林涼                        | 漫画             | N/A      |
| 2023年 | 7月 - 9月        | 白聖女と黒牧師                                           | 野呂純恵   | 山田由香       | 小林涼                        | 漫画             | N/A      |
| 2024年 | 4月 - 6月        | 夜のクラゲは泳げない                                     | 竹下良平   | 屋久ユウキ     | 齊藤真吾                      | オリジナル       | N/A      |
| 2024年 | 7月 - 9月        | 時々ボソッとロシア語でデレる隣のアーリャさん（Season 1） | 伊藤良太   | 伊藤良太       | 小林涼                        | 小説             | N/A      |
| 2024年 | 7月 - 10月       | 【推しの子】（第2期）                                    | 平牧大輔   | 田中仁         | 小林涼                        | 漫画             | N/A      |
| 2025年 | 4月 - 6月        | 紫雲寺家の子供たち                                       | 上坪亮樹   | 木村暢         | 小林涼                        | 漫画             | N/A      |
| 2025年 | 7月 -            | カラオケ行こ!                                            | 中谷亜沙美 | 成田良美       | 未公表                        | 漫画             | N/A      |
| 2025年 | 8月 -            | 夢中さ、きみに。                                         | 中谷亜沙美 | 成田良美       | 未公表                        | 漫画             | N/A      |
| 2026年 | 未公表           | 時々ボソッとロシア語でデレる隣のアーリャさん（Season 2） | 原口浩     | 山田由香       | 未公表                        | 小説             | N/A      |
| 未公表 | 未公表           | ふつつかな悪女ではございますが 〜雛宮蝶鼠とりかえ伝〜    | 山﨑みつえ | 中村能子       | 未公表                        | 小説             | N/A      |

### 劇場アニメ
| 公開年 | タイトル                                     | 監督       | 脚本         | アニメーション プロデューサー | 原作   |
| ------ | -------------------------------------------- | ---------- | ------------ | ----------------------------- | ------ |
| 2005年 | 嘉兵衛の海                                   | N/A        | N/A          | N/A                           | N/A    |
| 2017年 | 劇場版総集編『刀剣乱舞-花丸-』〜幕間回想録〜 | 直谷たかし | ピエール杉浦 | 中村陽介                      | ゲーム |
| 2022年 | 私に天使が舞い降りた! プレシャス・フレンズ   | 平牧大輔   | 山田由香     | 小林涼                        | 漫画   |
| 2022年 | 特『刀剣乱舞-花丸-』〜雪月華〜               | 直谷たかし | 猫田幸       | N/A                           | ゲーム |

### OVA
| 発売年 | タイトル                                                                      | 監督     | アニメーション プロデューサー | 原作   |
| ------ | ----------------------------------------------------------------------------- | -------- | ----------------------------- | ------ |
| 1988年 | 宇宙家族カールビンソン                                                        | 矢吹公郎 | 石黒育                        | 漫画   |
| 2006年 | Memories Off #5 とぎれたフィルム THE ANIMATION                                | 岩崎太郎 | 福土多鶴子 鎌田肇             | ゲーム |
| 2009年 | 恋姫†無双 †はわわっDVD七巻はOVAすぺしゃるですよ〜†                            | 中西伸彰 | 鎌田肇 石黒竜                 | ゲーム |
| 2010年 | 真・恋姫†無双 LIVE Revolution                                                 | 中西伸彰 | 鎌田肇 石黒竜                 | ゲーム |
| 2010年 | 真・恋姫†無双 †はにゃDVD（Blu-ray）第七巻はOVAすぺしゃるなのだ                | 中西伸彰 | 鎌田肇 石黒竜                 | ゲーム |
| 2011年 | 真・恋姫†無双〜乙女大乱〜 †あわわっDVD（Blu-ray）第七巻はOVAすぺしゃるです〜† | 中西伸彰 | 鎌田肇 石黒竜                 | ゲーム |
| 2014年 | 未確認で進行形                                                                | 藤原佳幸 | 鎌田肇                        | 漫画   |
| 2015年 | 干物妹!うまるちゃん                                                           | 太田雅彦 | 鎌田肇 中村陽介               | 漫画   |
| 2017年 | ガヴリールドロップアウト                                                      | 太田雅彦 | 本橋研一                      | 漫画   |
| 2017年 | 干物妹!うまるちゃん                                                           | 太田雅彦 | 鎌田肇                        | 漫画   |
| 2017年 | NEW GAME!                                                                     | 藤原佳幸 | 鎌田肇                        | 漫画   |
| 2019年 | うちのメイドがウザすぎる!                                                     | 太田雅彦 | 鎌田肇 齊藤真吾               | 漫画   |
| 2019年 | 私に天使が舞い降りた!                                                         | 平牧大輔 | 鎌田肇                        | 漫画   |

### ゲーム
- ガールズコイン!（キャラクターイラスト、2014年）

### 制作協力
テレビアニメ
| 年     | タイトル                                | 制作元請                            | 備考                             |
| ------ | --------------------------------------- | ----------------------------------- | -------------------------------- |
| 1973年 | 侍ジャイアンツ                          | Aプロダクション                     | - 1974年                         |
| 1977年 | 超合体魔術ロボ ギンガイザー             | 日本アニメーション 葦プロダクション |                                  |
| 1979年 | 未来ロボ ダルタニアス                   | 日本サンライズ                      | - 1980年                         |
| 1985年 | オバケのQ太郎                           | シンエイ動画                        | - 1987年                         |
| 1990年 | ガタピシ                                | シンエイ動画                        | - 1991年、コンテ・演出・作画監督 |
| 1994年 | 3丁目のタマ うちのタマ知りませんか?     | グループ・タック                    |                                  |
| 1997年 | ポケットモンスター                      | OLM TEAM OTA                        | - 2002年                         |
| 2000年 | とっとこハム太郎                        | トムス・エンタテインメント          | - 2006年                         |
| 2001年 | 星のカービィ                            | スタジオ・ザイン                    | - 2003年                         |
| 2002年 | アソボット戦記五九                      | エッグ                              | - 2003年                         |
| 2003年 | 絶体絶命でんぢゃらすじーさん            | スタジオ雲雀（第2期）               | - 2005年                         |
| 2003年 | 鋼の錬金術師                            | ボンズ                              | - 2004年                         |
| 2004年 | 遙かなる時空の中で-八葉抄-              | ゆめ太カンパニー                    |                                  |
| 2004年 | 流星戦隊ムスメット                      | ティー・エヌ・ケー                  |                                  |
| 2004年 | 焼きたて!!ジャぱん                      | サンライズ                          | - 2006年                         |
| 2005年 | ドラえもん                              | シンエイ動画                        | 2005年 -                         |
| 2005年 | ふしぎ星の☆ふたご姫                     | ハルフィルムメーカー                |                                  |
| 2005年 | MÄR -メルヘヴン-                        | SynergySP                           | - 2007年                         |
| 2005年 | 交響詩篇エウレカセブン                  | ボンズ                              | - 2006年                         |
| 2005年 | 涼風                                    | スタジオコメット                    |                                  |
| 2006年 | かしまし 〜ガール・ミーツ・ガール〜     | スタジオ雲雀                        |                                  |
| 2006年 | ふしぎ星の☆ふたご姫 Gyu!                | ハルフィルムメーカー                |                                  |
| 2006年 | 妖怪人間ベム                            | スタジオコメット                    |                                  |
| 2006年 | 結界師                                  | サンライズ                          |                                  |
| 2006年 | 働きマン                                | ぎゃろっぷ                          |                                  |
| 2006年 | 出ましたっ!パワパフガールズZ            | 東映アニメーション                  | - 2007年                         |
| 2006年 | 史上最強の弟子ケンイチ                  | トムス・エンタテインメント          | - 2007年                         |
| 2007年 | おおきく振りかぶって                    | A-1 Pictures                        |                                  |
| 2007年 | 天元突破グレンラガン                    | GAINAX                              |                                  |
| 2007年 | REIDEEN                                 | Production I.G                      |                                  |
| 2007年 | ななついろ★ドロップス                   | スタジオバルセロナ                  |                                  |
| 2007年 | モノノ怪                                | 東映アニメーション                  |                                  |
| 2007年 | School Days                             | ティー・エヌ・ケー                  |                                  |
| 2007年 | ミヨリの森                              | 日本アニメーション                  |                                  |
| 2007年 | スケッチブック 〜full color's〜         | ハルフィルムメーカー                |                                  |
| 2007年 | PRISM ARK                               | FRONTLINE                           |                                  |
| 2008年 | しゅごキャラ!                           | サテライト                          |                                  |
| 2008年 | ネオ アンジェリーク Abyss               | ゆめ太カンパニー                    |                                  |
| 2009年 | ルパン三世VS名探偵コナン                | 東京ムービー                        |                                  |
| 2009年 | グイン・サーガ                          | サテライト                          |                                  |
| 2009年 | 東のエデン                              | Production I.G                      |                                  |
| 2009年 | こんにちは アン 〜Before Green Gables   | 日本アニメーション                  |                                  |
| 2010年 | おおきく振りかぶって 〜夏の大会編〜     | A-1 Pictures                        |                                  |
| 2010年 | 学園黙示録 HIGHSCHOOL OF THE DEAD       | マッドハウス                        |                                  |
| 2010年 | FAIRY TAIL                              | A-1 Pictures サテライト             |                                  |
| 2010年 | ぬらりひょんの孫                        | スタジオディーン                    |                                  |
| 2010年 | パンティ&ストッキングwithガーターベルト | GAINAX                              |                                  |
| 2010年 | それでも町は廻っている                  | シャフト                            |                                  |
| 2011年 | 魔法少女まどか☆マギカ                   | シャフト                            |                                  |
| 2011年 | よんでますよ、アザゼルさん。            | Production I.G                      |                                  |
| 2011年 | たまゆら〜hitotose〜                    | TYOアニメーションズ                 |                                  |
| 2012年 | 偽物語                                  | シャフト                            |                                  |
| 2012年 | バトルスピリッツ 覇王                   | サンライズ                          |                                  |
| 2012年 | ハイスクールD×D                         | ティー・エヌ・ケー                  |                                  |
| 2012年 | Another                                 | P.A.WORKS                           |                                  |
| 2013年 | 〈物語〉シリーズ セカンドシーズン       | シャフト                            | - 2014年                         |
| 2014年 | 一週間フレンズ。                        | ブレインズ・ベース                  |                                  |
| 2014年 | メカクシティアクターズ                  | シャフト                            |                                  |
| 2014年 | 天体のメソッド                          | Studio 3Hz                          |                                  |
| 2014年 | 憑物語                                  | シャフト                            |                                  |
| 2016年 | くまみこ                                | キネマシトラス EMTスクエアード      |                                  |
| 2016年 | 舟を編む                                | ZEXCS                               |                                  |
| 2018年 | それいけ!アンパンマン                   | トムス・エンタテインメント          | 動画                             |

劇場アニメ
| 年     | タイトル                 | 制作元請       | 備考     |
| ------ | ------------------------ | -------------- | -------- |
| 1986年 | 天空の城ラピュタ         | スタジオジブリ | 動画協力 |
| 1988年 | 火垂るの墓               | スタジオジブリ | 動画協力 |
| 1989年 | 魔女の宅急便             | スタジオジブリ | 動画     |
| 1991年 | おもひでぽろぽろ         | スタジオジブリ | 作画協力 |
| 2001年 | 千と千尋の神隠し         | スタジオジブリ | 動画協力 |
| 2004年 | ハウルの動く城           | スタジオジブリ | 作画協力 |
| 2006年 | ゲド戦記                 | スタジオジブリ | 作画協力 |
| 2010年 | 借りぐらしのアリエッティ | スタジオジブリ | 作画協力 |
| 2013年 | かぐや姫の物語           | スタジオジブリ | 作画協力 |

| 年     | タイトル                                   | 制作元請     | 備考 |
| ------ | ------------------------------------------ | ------------ | ---- |
| 1988年 | エスパー魔美 星空のダンシングドール        | シンエイ動画 | 協力 |
| 1990年 | チンプイ エリさま活動大写真                | シンエイ動画 | 協力 |
| 1991年 | ドラミちゃん アララ♥少年山賊団!            | シンエイ動画 | 協力 |
| 1993年 | ドラえもん のび太とブリキの迷宮            | シンエイ動画 | 協力 |
| 1996年 | ドラミ&ドラえもんズ ロボット学校七不思議!? | シンエイ動画 | 動画 |
| 1996年 | ドラえもん のび太のねじ巻き都市冒険記      | シンエイ動画 | 協力 |
| 1997年 | ザ☆ドラえもんズ 怪盗ドラパン謎の挑戦状!    | シンエイ動画 | 動画 |
| 1999年 | のび太の結婚前夜                           | シンエイ動画 | 協力 |
| 2000年 | ザ☆ドラえもんズ ドキドキ機関車大爆走!      | シンエイ動画 | 協力 |
| 2001年 | がんばれ!ジャイアン!!                      | シンエイ動画 | 協力 |
| 2004年 | ドラえもん のび太のワンニャン時空伝        | シンエイ動画 | 協力 |

| 年     | タイトル                                                                                   | 制作元請 | 備考               |
| ------ | ------------------------------------------------------------------------------------------ | -------- | ------------------ |
| 1998年 | 劇場版ポケットモンスター ミュウツーの逆襲                                                  | OLM      | 動画               |
| 1998年 | ピカチュウのなつやすみ                                                                     | OLM      | 作画協力           |
| 1999年 | 劇場版ポケットモンスター 幻のポケモン ルギア爆誕                                           | OLM      | アニメーション協力 |
| 2000年 | 劇場版ポケットモンスター 結晶塔の帝王 ENTEI                                                | OLM      | アニメーション協力 |
| 2001年 | 劇場版ポケットモンスター セレビィ 時を超えた遭遇                                           | OLM      | アニメーション協力 |
| 2005年 | 劇場版ポケットモンスターアドバンスジェネレーション ポケモンレンジャーと蒼海の王子 マナフィ | OLM      | 第二原画           |

| 年     | タイトル                                        | 制作元請     | 備考 |
| ------ | ----------------------------------------------- | ------------ | ---- |
| 2000年 | クレヨンしんちゃん 嵐を呼ぶジャングル           | シンエイ動画 | 動画 |
| 2002年 | クレヨンしんちゃん 嵐を呼ぶ アッパレ!戦国大合戦 | シンエイ動画 | 動画 |
| 2006年 | クレヨンしんちゃん 伝説を呼ぶ 踊れ!アミーゴ!    | シンエイ動画 | 動画 |

| 年     | タイトル                                                         | 制作元請     | 備考 |
| ------ | ---------------------------------------------------------------- | ------------ | ---- |
| 2004年 | 劇場版 NARUTO -ナルト- 大活劇!雪姫忍法帖だってばよ!!             | studioぴえろ |      |
| 2005年 | 劇場版 NARUTO -ナルト- 大激突!幻の地底遺跡だってばよ             | studioぴえろ |      |
| 2006年 | 劇場版 NARUTO -ナルト- 大興奮!みかづき島のアニマル騒動だってばよ | studioぴえろ |      |
| 2007年 | 劇場版 NARUTO -ナルト- 疾風伝                                    | studioぴえろ |      |
| 2008年 | 劇場版 NARUTO -ナルト- 疾風伝 絆                                 | studioぴえろ |      |

| 年     | タイトル                                                     | 制作元請            | 備考                           |
| ------ | ------------------------------------------------------------ | ------------------- | ------------------------------ |
| 1979年 | 龍の子太郎                                                   | 東映動画            |                                |
| 1980年 | 地球へ…                                                      | 東映動画            |                                |
| 1983年 | 宇宙戦艦ヤマト 完結編                                        | 東映動画            | 協力                           |
| 1984年 | 風の谷のナウシカ                                             | トップクラフト      | 動画協力                       |
| 1985年 | オーディーン 光子帆船スターライト                            | 東映動画            | 協力                           |
| 1986年 | はだしのゲン2                                                | マッドハウス        | 協力                           |
| 2001年 | 劇場版 カウボーイビバップ 天国の扉                           | ボンズ              | 動画                           |
| 2001年 | 犬夜叉                                                       | サンライズ          | - 2004年                       |
| 2002年 | パルムの樹                                                   | パルムスタジオ      | 作画協力                       |
| 2003年 | 映画 あたしンち                                              | シンエイ動画        | 動画                           |
| 2004年 | マインド・ゲーム                                             | STUDIO 4℃           | 動画                           |
| 2005年 | 劇場版 鋼の錬金術師 シャンバラを征く者                       | ボンズ              |                                |
| 2005年 | 劇場版ツバサ・クロニクル 鳥カゴの国の姫君                    | Production I.G      | 動画協力                       |
| 2006年 | まじめにふまじめ かいけつゾロリ なぞのお宝大さくせん         | サンライズ 亜細亜堂 | 原画                           |
| 2006年 | パプリカ                                                     | マッドハウス        |                                |
| 2006年 | トップをねらえ!2劇場版                                       | GAINAX              | 動画協力                       |
| 2006年 | 劇場版 どうぶつの森                                          | OLM TEAM KAMEI      | 第二原画                       |
| 2007年 | ヱヴァンゲリヲン新劇場版:序                                  | スタジオカラー      | 第二原画、動画                 |
| 2007年 | ストレンヂア 無皇刃譚                                        | ボンズ              | 作画協力                       |
| 2008年 | 超劇場版ケロロ軍曹3 ケロロ対ケロロ天空大決戦であります!      | サンライズ ブリッジ | 原画・第二原画・動画           |
| 2009年 | 超劇場版ケロロ軍曹 撃侵ドラゴンウォリアーズであります!       | サンライズ ブリッジ | 原画                           |
| 2009年 | ヱヴァンゲリヲン新劇場版:破                                  | スタジオカラー      | 第二原画、動画                 |
| 2010年 | 超劇場版ケロロ軍曹 誕生!究極ケロロ 奇跡の時空島であります!!  | サンライズ ブリッジ | 原画                           |
| 2011年 | 鬼神伝                                                       | スタジオぴえろ      | 制作協力                       |
| 2012年 | ヱヴァンゲリヲン新劇場版:Q                                   | スタジオカラー      | 動画                           |
| 2013年 | Kick-Heart                                                   | Production I.G      | 動画                           |
| 2013年 | 映画 ドキドキ!プリキュア マナ結婚!!?未来につなぐ希望のドレス | 東映アニメーション  | 協力                           |
| 2014年 | ジョバンニの島                                               | Production I.G      | 動画                           |
| 2015年 | 映画 Go!プリンセスプリキュア Go!Go!!豪華3本立て!!!           | 東映アニメーション  | パンプキン王国のたからもの協力 |
| 2016年 | 傷物語〈I 鉄血篇〉                                           | シャフト            | 動画                           |
| 2017年 | メアリと魔女の花                                             | スタジオポノック    | 動画協力                       |

OVA
| 年     | タイトル               | 制作元請         | 備考       |
| ------ | ---------------------- | ---------------- | ---------- |
| 1989年 | TAMA&FRIENDS 3丁目物語 | グループ・タック |            |
| 2009年 | 瀬戸の花嫁 OVA 義      | GONZO AIC        | 仕上げ協力 |

### その他
- 私たち、らくろじ部!（CM、ラクエンロジックTCG連動ショートアニメ、2016年）
- BREETSCHLAG
- YOASOBI「アイドル」（ミュージック・ビデオ、2023年、アニメ「【推しの子】」第1期オープニングテーマ）

## 関連人物

### 役員
代表取締役社長
- 鎌田肇

取締役

- 石黒圭
- 福土多鶴子
- 田中翔
- 田村淳一郎
- 笠原周造

執行役員
- 古沢英明
- 伊藤邦彦

監査役
- 福田広司

### 所属スタッフ
監督・演出家
- 三原武憲

キャラクターデザイナー・アニメーター
- 谷口淳一郎

色彩設計

- 石黒けい
- 真壁源太
- 伊藤裕香
- 竹内優太
- 呉政宏

撮影監督

- 桒野貴文
- 伊藤邦彦
- 工藤康史
- 杉浦誠一
- 呉健弘
- 廖程芝

3DCG・3DLO・モニターワークス
- 渡辺悦啓

制作

- 中村陽介
- 関根大起
- 齊藤真吾（プロデューサー）
- 小林涼（プロデューサー）
- 増田拓朗
- 寺原俊宏
- 長友公亮
- 布施雅利
- 前田大季
- 二本松和哉
- 杉成敏
- 松本鉄也
- 塚嵜秀太郎
- 前園奈歩
- 伊藤梨菜

### 関係者・元所属スタッフ
監督・演出家

- 石黒育（初代代表取締役）
- 太田雅彦
- 木村泰大
- 下田正美
- 山﨑みつえ（監督・演出家・音響監督）
- 平牧大輔
- 越田知明
- 佐藤雅子
- 直谷たかし
- 大隈孝晴（副監督・演出家）
- 満仲勧（同社出身、演出家・アニメーター）

アニメーター・キャラクターデザイナー

- 古沢日出夫（創業者）
- 菊池愛
- 熊谷勝弘
- 中川洋未
- 天﨑まなむ
- 大島美和
- 平山寛菜
- 小泉昇（同社出身）
- 佐藤昌文（同社出身）
- 森久司
- 中山勝一
- 山崎淳（同社出身）
- 室田雄平

シリーズ構成・脚本

- 志茂文彦
- あおしまたかし
- 中村能子
- 山田由香

制作
- 別府幸司（制作進行）
- 梅原翔太（同社出身、制作デスク・制作進行、現CloverWorksアニメーションプロデューサー）

その他
- 石黒竜（元代表取締役）